# Historia de Suecia

Escudo de armas del reino de Suecia.

La historia de Suecia describe el pasado de  Suecia y cómo se convirtió  en el estado actual. Las cronologías históricas suelen comenzar con la ocupación de Escandinavia cuando el hielo se retiró definitivamente,  hace unos trece mil años. Se dieron cambios demográficos importantes al inicio de la cultura de agrícola de los vasos de embudo, aproximadamente hace 6200 años, así como durante la Edad del Bronce y la Edad del Hierro.
El historiador romano Tácito mencionó a los suiones, en el año 98 d. C., posiblemente el mismo grupo étnico denominado svitjod ('pueblo sueco') en un manuscrito del año 1000 del poema anglosajón Beowulf; este grupo habitaba Swēorice (Suecia), un estado de extensión desconocida con centro en la antigua Uppsala. Existen varias menciones a los habitantes de Suecia en la época vikinga, principalmente provenientes de otros países. La sociedad experimentó un gran cambio con la llegada del cristianismo a Escandinavia y Suecia se configuró con una entidad estatal estable hacia del siglo XIII.
Durante el siglo XV, Suecia formó parte de la Unión de Kalmar junto con Noruega y Dinamarca. Este periodo estvo marcado por numerosos conflictos que impidieron la consolidación de la Unión, disuelta  en 1523 con la elección de Gustavo Vasa como rey de Suecia. Gustavo Vasa estableció el estado sueco moderno, llevó a cabo la Reforma protestante en Suecia  y logró estabilizar el estado y las finanzas de reino gracias a la confiscación de los bienes de la Iglesia Católica. Sus descendientes iniciaron la expansión de Suecia hacia el Báltico y entre el siglo XVII y parte del siglo XVIII Suecia se estableció como una gran potencia. El zar ruso Pedro el Grande puso fin al Imperio Sueco con la Gran guerra del Norte.

## Territorio

Suecia en el siglo XII, antes de la incorporación de Finlandia en el siglo siguiente.
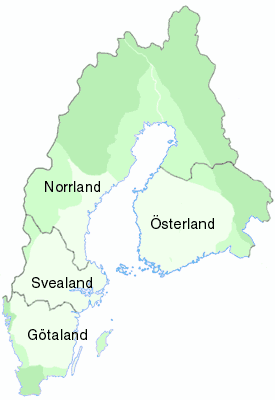
Regiones históricas de Suecia (delimitadas por fronteras grises). Las diferentes ondas de expansión se representan con diferentes tonos de color: las áreas más claras muestran la extensión aproximada de Suecia en el siglo XIII y principios del XIV. La frontera nacional actual con Finlandia se representa en blanco.

Durante la Edad Media antigua, Suecia constaba de varias áreas poco conectadas. Aunque las regiones de Mälardalen (Sueonia) y los alrededor del Lago Vättern (Gotia) ya estaban unidos bajo la misma corona desde antes de la Edad Media, los historiadores suecos de hoy no consideran a Suecia como un estado estable hasta el siglo XIII.
La colonización sueca de las áreas costeras de Finlandia comenzó como muy tarde en la década de 1250, y después de la paz con la República de Nóvgorod en 1323, Carelia occidental pasó a formar parte de Suecia. Los electores de Österland participaron en la elección de reyes suecos desde 1362. Gotlandia era independiente desde antes de la Edad Media en alianza con los suecos, y como parte de la Corona sueca durante un período en el siglo XIV, hasta que en 1361 pasó al control danés durante trescientos años. En 1331, Helsingia —que por entonces incluía las actuales Medelpadia y Angermania— aceptó pagar tributo al rey; los suecos empezaron a establecerse en la región costera del norte de Norrland en el siglo XIV y en Laponia en el siglo XVII. Hasta la década de 1490, Rusia reclamaba el terreno al norte de Bjuröklubb, en la actual Skellefteå.
Durante el siglo XV, Suecia formó parte de la Unión de Kalmar, aunque a veces tenía su propio rey o estaba gobernada por un jefe de Estado. La unión se disolvió durante la primera parte del siglo XVI.
Durante la era del Imperio sueco en el siglo XVII, Suecia expandió su territorio, aunque muchas de estas conquistas se perdieron posteriormente. En el siglo XVIII, los rusos tomaron el condado de Kexholm, Ingria, Estonia y Livonia, y Bremen-Verden pasó al control de Hannover. El condado de Viborg, parte de Suecia desde la Edad Media también pasó a formar parte de Rusia. Sin embargo, Jemtia y Herdalia, así como Gotlandia, Escania, Blekinge, Halland y Bahusia, han permanecido bajo el dominio sueco desde mediados del siglo XVII.
Durante la primera parte del siglo XIX, Finlandia y Åland, así como las otras áreas fuera de la península escandinava, finalmente abandonaron el imperio sueco. En 1814, Noruega se vio obligada a formar una unión personal con Suecia que se disolvió en 1905. Desde 1815, Suecia ha llevado a cabo una política exterior libre de alianzas en tiempos de paz y neutralidad durante las guerras.

## Prehistoria

Asentamientos durante la Edad de Piedra Antigua.
Cultura campesina (verde claro) durante el Neolítico.
Asentamientos durante la Edad del Bronce.
Asentamientos permanentes (cultura campesina) desde la Baja Edad del Hierro hasta la era de los vikingos.
Asentamientos permanentes durante la Baja Edad Media.

Lago Ancylus alrededor del 7500 a. C. Los últimos restos de la capa de hielo se muestran en blanco.

La prehistoria de Suecia comenzó cuando los primeros humanos modernos llegaron a Suecia, hace aproximadamente 14 000 años. Se considera que el período prehistórico termina después de la era vikinga alrededor del año 1050 d. C.

### Edad de Piedra

#### Paleolítico (13 000-10 000 a.C.)
La mayor parte del Paleolítico posterior en Suecia tuvo lugar durante la glaciación Weichseliense. El país estaba completamente cubierto por hielo, y aunque es probable que hubiera asentamientos en el sur de Suecia durante los períodos en que el hielo terrestre se retiraba temporalmente, esto no se podido demostrar, por los cambios obrados por la capa de hielo en los suelos de la zona , que han borrado todo rastro de actividad humana.
Los primeros asentamientos de los que exisisten rastro se encontraban en Escania y durante mucho tiempo se consideraba a  Segebro, cerca de Malmö, el asentamiento más antiguo de Suecia. Este asentamiento  pertenece a la cultura de Bromme. A principios de la década de 1990, se descubrieron  asentamientos más antiguos en las orillas del lago Finja. Uno de ellos, conocido como Möllerödboplatsen, data de la época en que el hielo comenzó a derretirse del área hace unos 14 000 años. Los habitantes de estos poblados formaban parte de la migración a las tierras bajas del noroeste de Europa desde zonas libres de hielo y se dedicaban a la caza mayor.

#### Mesolítico (10 000-4000 a.C.)
Durante el Mesolítico, una gran parte del centro de Suecia se encontraban bajo el agua y solo Norlandia seguía ocupada por grandes extensiones de hielo. El cambio climático  transformó además la tundra en bosques. La consiguiente desaparición de la megafauna, junto con la ampliación de la zona costera  conllevaron un aumento de importancia de la caza menor y la pesca para la supervivencia de los pobladores de Suecia. De esta época datan los indicios más tempranos de asentamientos en Norlandia : Aareavaara y Kangos en Pajala, y Dumpokjauratj en Arjeplog, de una antigüedad de entre 9 000 y 10 700 años. Sus habitantes eran probablemente cazadores de renos que vivían cerca del borde de la capa de hielo y se piensa que llegaron allí desde el norte.

#### Neolítico (4000-1700 a.C.)

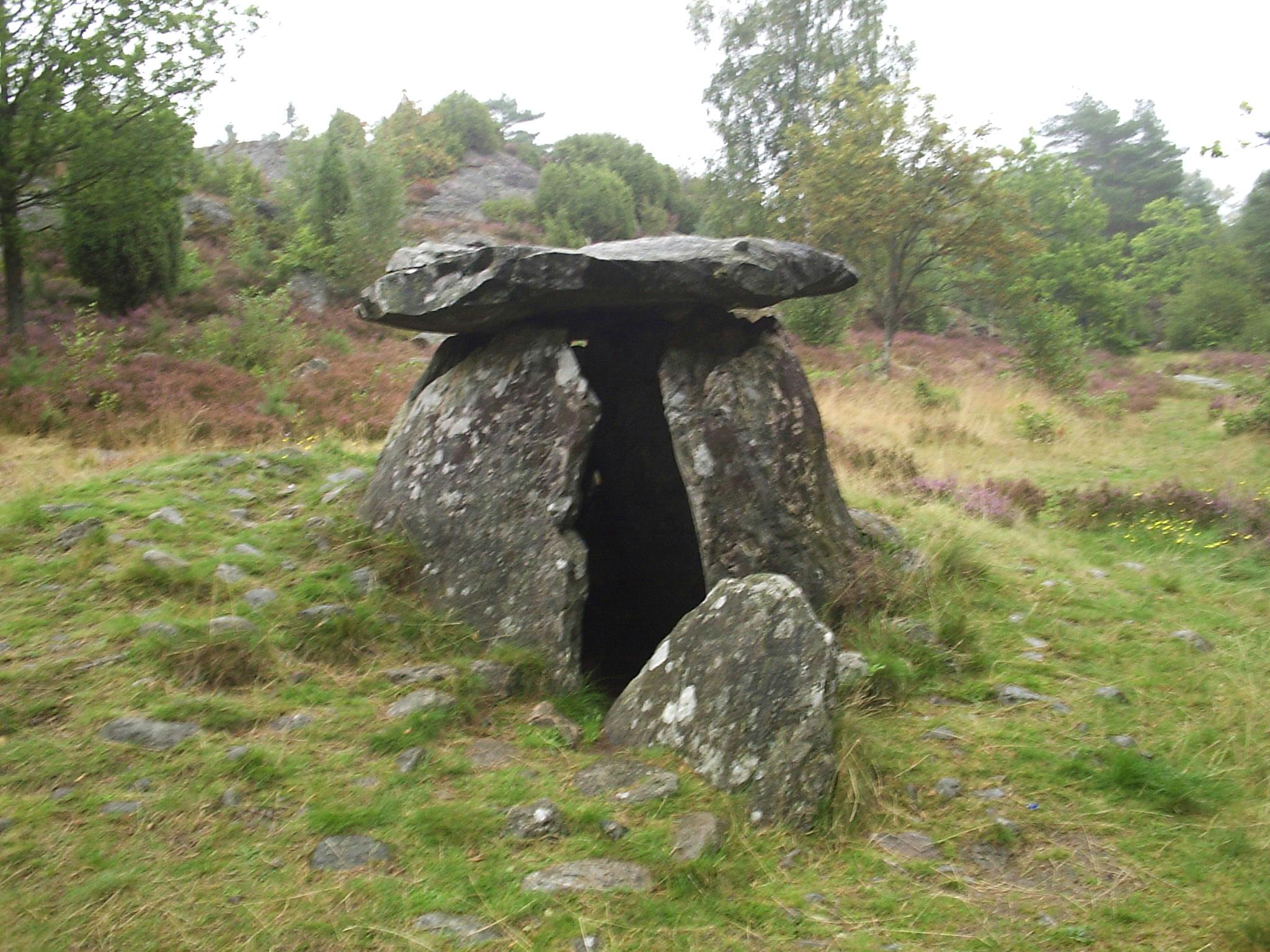
Hagadösen en Orust es una de las numerosas tumbas de corredor similares que se encuentran en Suecia.

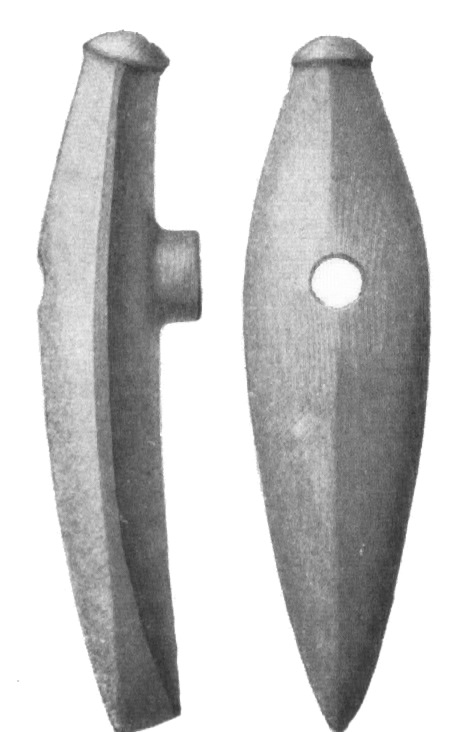
Hacha en forma de barco de Nericia.

Durante la primera parte del Neolítico, un nuevo grupo étnico emigró al sur de Suecia, asociado a la cultura de los vasos de embudo, que se sustentaba en la agricultura, principalmente mediante del cultivo de cereales y la ganadería. Estos agricultores  eran originarios de Anatolia en lo que hoy es Turquía y Siria. Hace unos  10 000 años se desplazaron al sur de Europa, probablemente como resultado de las inundaciones del  mar Negro,  luego desde allí se expandieron al resto de Europa y Suecia. Los estudios de ADN muestran que los agricultores neolíticos absorbieron a parte de la  población de cazadores-recolectores presentes en Europa  desde  decenas de milenios antes y también de un tercer grupo étnico que emigró a Europa desde Siberia al mismo tiempo. La cultura propia de  los antiguos cazadores-recolectores  coexistió con la cultura de los agricultores durante unos mil años antes de desaparecer (excepto en el interior de Norrland). Los nuevos immigrates introdujeron nuevas estructuras en la sociedad y la cultura alfarera, característica del Neolítico Medio.
Hace unos 5000 años penetró en Europa una ola de pastores esteparios provenientes de la Rusia actual. Desde entonces, no se han producido grandes migraciones a Europa hasta la época moderna. Los pastores introdujeron la cultura yamnaya, centrada en las ovejas y la lana, una nueva religión y una visión diferente de la propiedad y el patrimonio. Fueron el preludio de los cambios dramáticos de la Edad del Bronce.
La fase final del neolítico, desde el 2300 a. C. a veces se denomina Calcolítico, aunque este período no está tan diferenciado arqueológicamente como en el sur de Europa. La existencia de jerarquías sociales en esta era está plasmada en los restos arqueológicos, por ejemplo, en la mezcla de casas grandes y pequeñas en las comunidades.
Durante el período se erigieron una serie de monumentos megalíticos, como dólmenes, tumbas de corredor y cistas.

### Edad del Bronce: 1700-500a.C.
Durante la Edad del Bronce, el comercio internacional aumentó notablemente, lo que puede deberse a la domesticación del caballo. Posiblement gracias a esto comenzó a importarse estaño de Inglaterra para combinarlo con el cobre abundante en Suecia y obtener bronce, la materia prima de herramientas y armas.
Durante el primer periodo de la Edad del Bronce (1700-1100 a. C.), llegó a Suecia la  cultura de los túmulos. En esta época aparecen también nuevos carruajes tirados por caballos y carros de guerra.  El poder de los caciques aumentó con las relaciones comerciales y las nuevas armas de bronce, lo cual se ve reflejado en los grandes túmulos funerarios, como la tumba real de Kivik. Importaban principalmente metal y sal, y exportaban ámbar. La abundancia de petroglifos que representan caballos y barcos dan fe de su importancia durante este tiempo.
Durante la Edad del Bronce tardía (1100–500 a. C.), la introducción de las armas de hierro condujo a un cambio en el equilibrio de poderes en el Mediterráneo, que afectó a las relaciones comerciales. La cultura de los campos de urnas llegó a Europa Central asociada a estos cambios. En Suecia, sin embargo, la Edad del Bronce perduró durante más tiempo. La introducción de las herramientas de hierro al final del periodo coincidió con la desaparición de la cultura de los túmulos. Al mismo tiempo, el cultivo y la manipulación de metales llegaron  a Norlandia.

### Edad del Hierro (550 a.C.-1050 d.C. )
Durante la Edad del Hierro,  las herramientas de hierro se podían producir localmente en Suecia, por lo que, a diferencia de los objetos de bronce anteriores, no estaban reservadas solo para la élite. Durante el comienzo del período, tomaron forma nuevas estructuras sociales. La cremación de los cadáveres comenzó a ser habitual y  las tumbas de urnas con las cenizas reemplazaron a  los túmulos, probablemente porque el poder de los caciques disminuyó. Se alude a algunos hechos históricos en el poema épico anglosajón Beowulf y en las sagas como Heimskringla de Snorri Sturluson. Jordanes describe las pieles y caballos de Suecia como  comparables a los de Turingia, destacando su calidad y que se exportaban hasta el Imperio bizantino. Gracias a estas referencias, los sucesos acaecidos en este tiempo y el modo de vida son mucho mejor conocidos  que los de las épocas anteriores.
La Edad del Hierro más antigua se divide en los periodos prerromano y romano, mientras que la Edad del Hierro tardía comprende el período de migración, el período Vendel y la Edad Vikinga.

#### Edad de hierro prerromana (500-1 a.C. )
Suecia se encontraba relativamente aislada del mundo exterior durante la Edad del Hierro prerromana, pero al final del período aparecen hallazgos de oro, lo que puede indicar la reanudación de las relaciones comerciales con el continente. El tipo de construcción más común era el de las viviendas unifamiliares. Los pocos restos de cerámica hallados se asemejan a los de la Edad del Bronce; el mayor cambio es que las vasijas se  quemaban en agujeros, lo que les impartía un color gris negruzco.
Hacia el final del período, la cultura Sami también comenzó a tomar forma. El antiguo idioma sami se desarrolló durante el período, probablemente a partir de una lengua sami-finlandesa de origen ugrofinés. Desde entonces, el sami se ha dividido en varios idiomas.
En el año 0, el territorio dentro de las fronteras de la actual Suecia tenía alrededor de 200 000 habitantes.

#### Edad del Hierro romana (1-375 d.C.)
La expansión del Imperio Romano y de las tribus germánicas incrementaron significativamente los contactos internacionales en los primeros años de la era actual. Los romanos enviaron expediciones al norte y en la obra de  Tácito de  98 d. C., Germania, se menciona a los suiones, una antigua etnia escandinava. Tácito describe los barcos de los suecos y destaca que la gente común no tenía derecho a portar armas en tiempos de paz. Se ha encontrado un barco de troncos datado al principio de 100-200 d. C. , si bien una  datación posterior por radiocarbono lo emplaza alrededor de 400 d. C.
Varios elementos culturales importantes llegaron a Suecia durante este tiempo, entre ellos  mejores herramientas y agricultura y las veinticuatro runas antiguas, probablemente basadas en los  alfabetos del Mediterráneo oriental.

#### Era de migración (375–550 d.C.) y Era Vendel (550–800 d.C.)

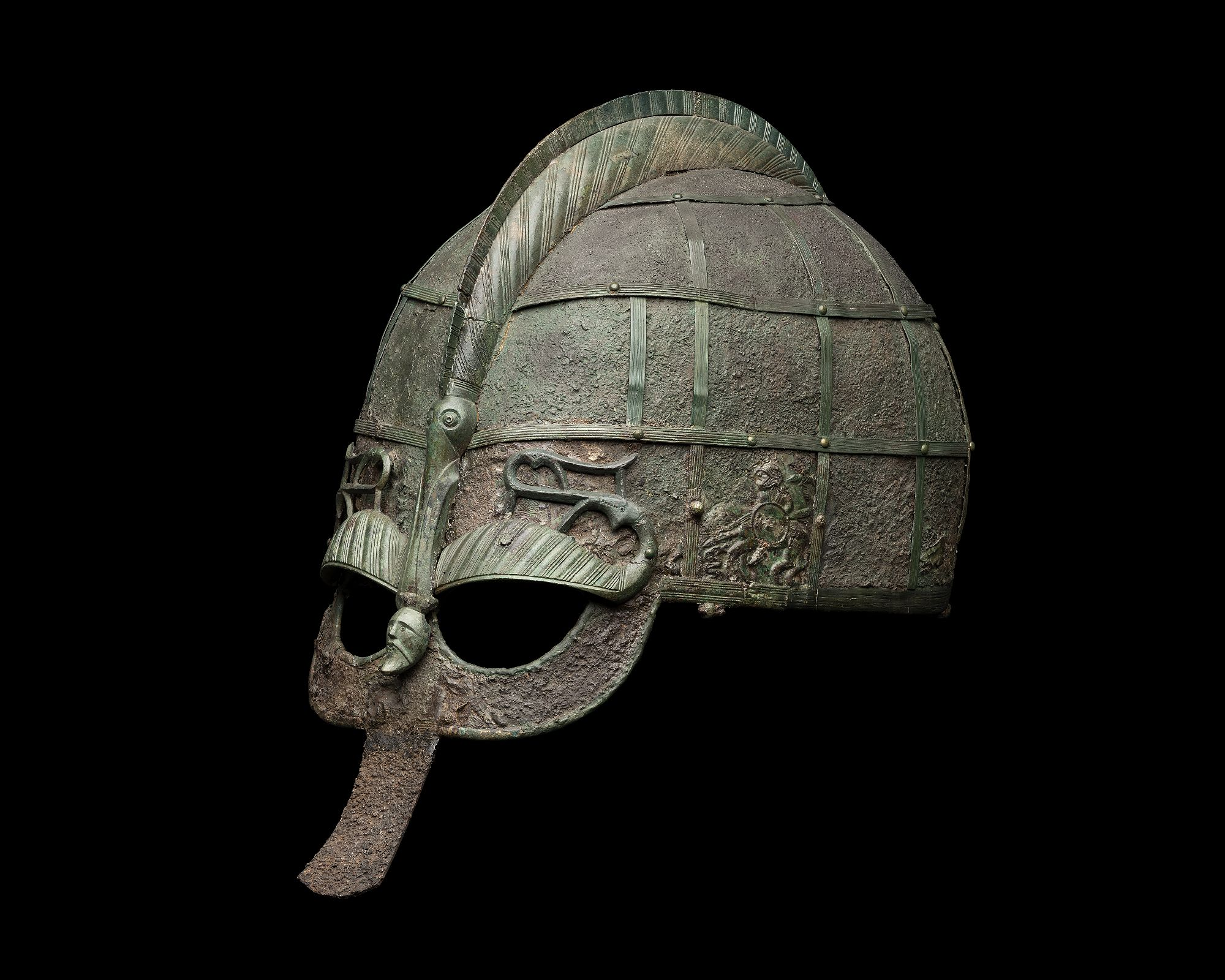
Casco del campo funerario de Vendel en Uplandia.

El período de migración comenzó cuando los hunos invadieron parte del este y centro de  Europa. No se sabe a ciencia cierta hasta qué punto los habitantes del territorio correspondiente a la actual Suecia se vieron involucrados en el caos de este periodo, pero una serie de hallazgos de oro en Gotia y otros lugares parecen indicar que parte del oro entregado a los pueblos del norte de Europa como oferta de paz llegó a Escandinavia. Tanto en Suecia como en Noruega se construyeron castillos y fortificaciones durante esta época lo que implica la existencia de conflictos sociales.
El campo funerario de Vendel, al norte de Upsala es el origen del nombre del periodo precedente a la Era Vikinga. La región alrededor de Gamla Uppsala se enriqueció notablemente durante la Era Vendel gracias a la minería y el comercio. Los barcos funerarios son muy comunes en esta época. Los barcos de piedra, que se encuentran ya desde la Edad del Bronce, aparecen más frecuentemente en las Eras Vendel y Vikinga, lo que demuestra una mayor importancias de las rutas marítimas y los contactos internacionales.
El protonórdico fue el idioma hablado en los países nórdicos durante la Edad del Hierro romana tardía, el periodo de migración y el período Vendel —entre 150 y 800 d. C.— Durante 600-800 d. C. el idioma experimentó cambios muy rápidos y dio paso al nórdico antiguo. Durante el mismo periodo, las runas tradicionales de veinticuatro signos se reemplazan por una versión simplificada con dieciséis caracteres.

#### Era Vikinga: 800a.C.-1050d.C.

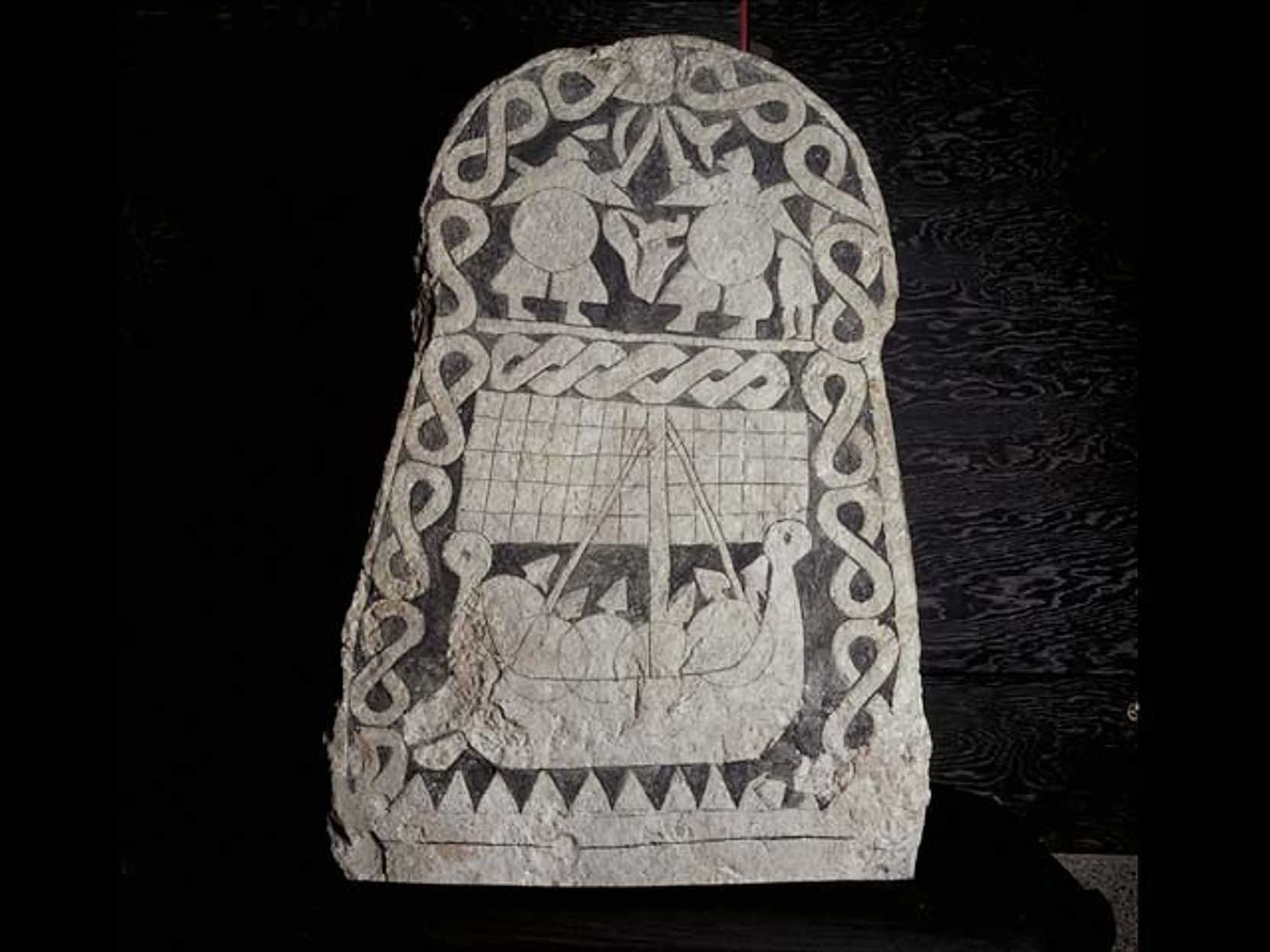
Imagen de piedra de la era vikinga, Gotlandia.

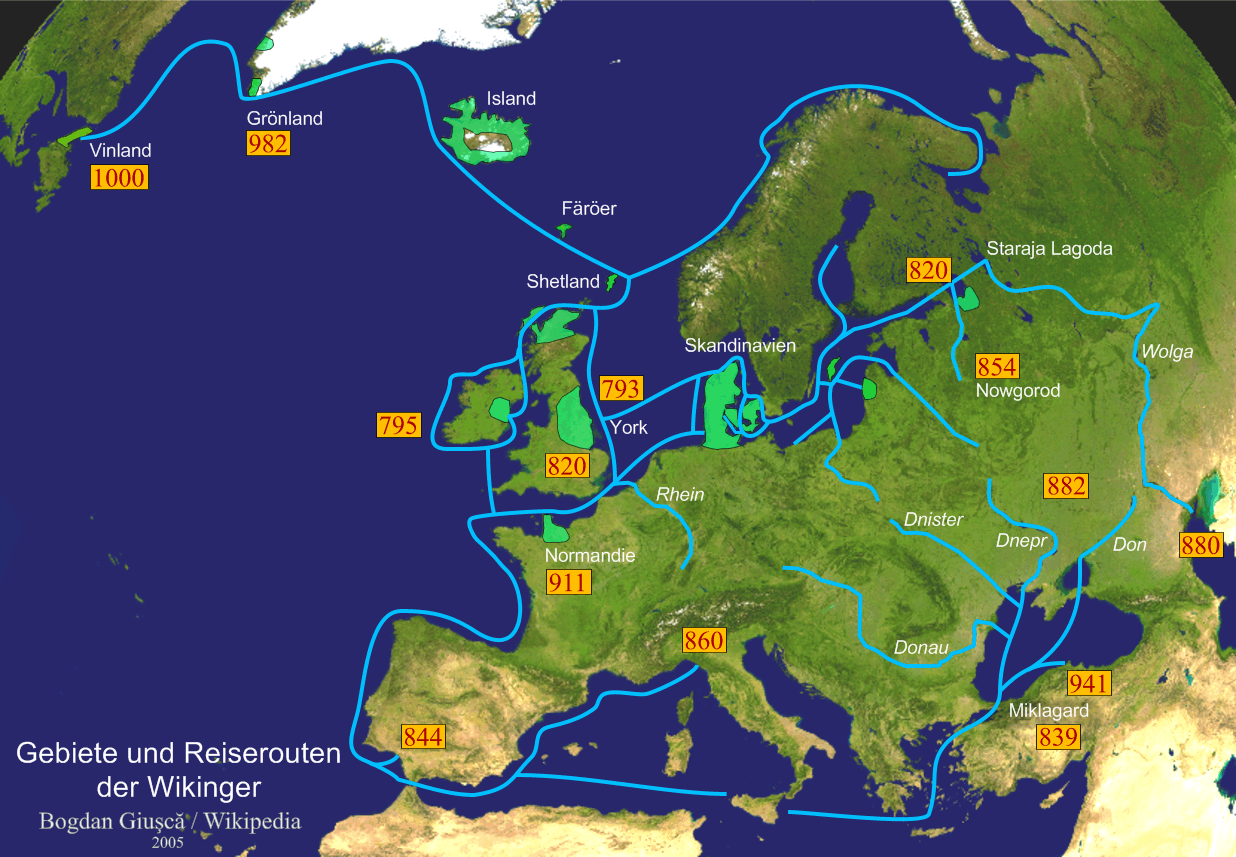
Los viajes de los vikingos entre los años 800 y 1000.

Prácticamente no hay escritos suecos sobre de la época vikinga sobre este período, a excepción de las inscripciones rúnicas; la mayoría de las fuentes proviene de otros países  o de épocas posteriores, como la biografía del primer misionero Ascario de Amiens (801–865), las crónicas extranjeras sobre las campañas vikingas, las sagas nórdicas y británicas e investigaciones arqueológicas contemporáneas.
Los autores europeos conocían a los escandinavos  de esta época por diversos nombres, como nórdicos, varegos o rus. Según algunas interpretaciones, el nombre «rus» tiene su origen en  la denominación finlandesa para Suecia, Ruotsi. A diferencia de otros escandinavos, los rus viajaban  a menudo hacia el Este. Algunos investigatores mantienen que  fundaron la Rus de Kiev, y dieron origen a la dinastía Rurik que gobernó Rusia hasta 1598. Muchos se alistaron como guerreros en la Guardia varega del emperador bizantino.
A diferencia de lo que sucedió en Noruega y en Dinamarca, el proceso de formación de la futura Suecia fue más lento y estuvo marcado por la tardía y lenta cristianización y la alternativa hegemonía ejercida por los soberanos daneses y noruegos sobre Sueonia y Gotia. De todas formas, se produjeron ciertos intentos de unificación bajo los soberanos suisones que tuvieron un cierto éxito, al menos durante un tiempo, sometiendo a vasallaje tanto a los citados suisones como a los gautas bajo reyes carismáticos como Erik Anundsson, Erik (Erico) el Victorioso y Olaf (Olof) Skötkonung. Estos también consiguieron mantener la independencia respecto de noruegos y daneses. Según Neil Kent:
“(…) no fue hasta la llegada del Rey Olof Eriksson Skötkunnung, al final del primer milenio, cuando los sveas (suisones) y los gautas que vivían en las actuales provincias de Uplandia, Vestmania, Ostrogotia, Esmolandia y Vestrogotia se unieron formalmente bajo un dirigente común y reconocido, forjando así la base de un Estado sueco unificado." (Historia de Suecia, Akal Historia, Madrid 2022/A Concise History of Sweden, Cambridge University Press, 2008).
Al principio el poder de los reyes era débil y el gobierno estaba en manos de las asambleas locales (things). El primer rey sueco nombrado por fuentes contemporáneas es Erico el Victorioso; es posible que su reino fuera el primero en unir a los suiones y los godos bajo la misma corona. Gobernó desde alrededor de 970 hasta que murió en 995. Su hijo, Olof Skötkonung, heredó el reino y fue el primer rey de Suecia de fe cristiana. Durante su reino se acuñaron las monedas suecas más antiguas conservadas.
La religión, que mucho más tarde pasó a llamarse asatro, no parece haber estado organizada. Parece que los elementos de los mitos populares posteriores, como la creencia en los duendes y semejantes criaturas, también estaban muy extendidos. El misionero Ascario de Amiens fundó una congregación cristiana en Birka en 829 pero la misión desapareció a los pocos años. La religión cristiana coexistió mucho tiempo con los ritos antiguos y no se convirtió en el culto dominante hasta el siglo XII.
En el año 1000, la actual Suecia tenía unos 400 000 habitantes.

## Edad Media

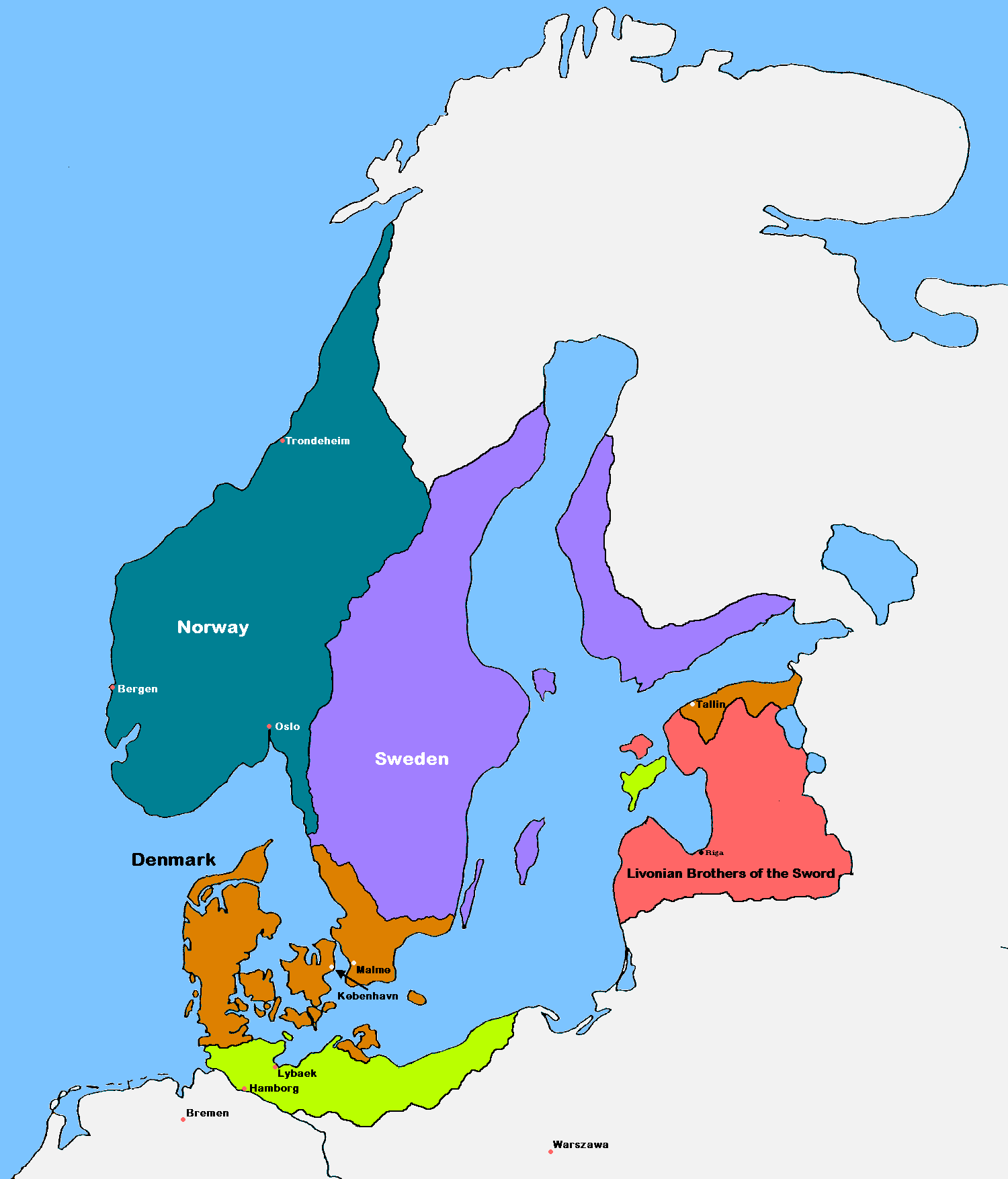
Territorio de Suecia (en púrpura) entre las décadas de 1330 y 1350.

### Alta Edad Media (1050-1250)
Suecia no fue una formación estatal estable hasta el siglo XIII, aunque Sueonia y Gotia generalmente estaban unidas bajo la misma corona. La Edad Media comenzó con la ascensión de Emund el Viejo al trono sueco. Su sucesor, Stenkil, fue el fundador familia Stenkil. La extinción de este linaje dio lugar a una lucha de poder entre los clanes  Erik y Sverker, que duró hasta que los dos clanes se extinguieron en 1282 y 1250, respectivamente. Aparecieron las primeras formulaciones de una administración real, como por ejemplo, un consejo real. Durante el siglo XII, los campesinos con grandes terrenos comenzaron a unirse en una clase guerrera aristocrática involucrada  en las fecuentes luchas por el trono. Al contrario de lo que ocurrió en otros países, los campesinos que trabajaban la tierra no estaban sujetos a servidumbre.
El principio de la Edad Media marca la etapa final de la cristianización de los suecos tras la conversión del área de Uppsala, donde se ubicaba el templo pagano centro de la antigua religión; se cree que el rey Inge el Viejo ordenó la conversión de todos los suecos y  destruyó el templo alrededor de 1087. En todo el país se documentaban prohibiciones del culto pagano, y mandatos judiciales sobre las costumbres, leyes y ritos cristianos y la construcción de iglesias. Empezó la división del territorio en diócesis y parroquias y se introdujo el diezmo, al mismo tiempo que se construían  monasterios. La práctiva de la esclavitud comenzó a desaparecer gradualmente hasta ser prohibida por el rey Magnus Eriksson en el siglo XIV.
El alfabeto latino suplantó gradualmente a la escritura rúnica. Se introdujo la arquitectura de piedra. El sueco antiguo y el danés antiguo se convirtieron en distintos dialectos, como atestiguan manuscritos de 1225 y posteriores.

### Periodo de los Folkungar (1250-1389)

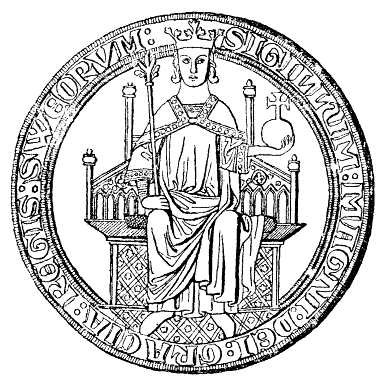
Sello del Rey Magnus Ladulås

Después de la muerte sin herederos del último rey de la familia Erik —Erico XI Eriksson, conocido como Erico el Tartamudo o Erico el Cojo—, su sobrino Valdemar Birgersson se convirtió en 1257 en el primer rey de la dinastía de los Folkungar, aunque su padre Birger Jarl fue el regente hasta su muerte en 1266. Durante este período, los miembros más jóvenes de la familia real recibían sus propios territorios, lo que a menudo les daba poder suficiente para derrocar al rey. Valdemar Birgersson fue sucedido por su hermano, Magnus Ladulås, que conquistó la parte suroriental de Finlandia. El hijo de Magnus, Birger Magnusson se vio envuelto en disputas con sus dos hermanos, Erik y Valdemar Magnusson a los que finalmente encarceló y asesinó. A consecuencia del descontento popular por la muerte de Erik y Valdemar, Birger fue depuesto y el hijo de Erik, Magnus Eriksson, asumió el trono.
Magnus Eriksson, conocido como el Engatusador heredó la corona de Noruega de su madre, pero esta unión personal se disolvió formalmente cuando Håkan Magnusson se convirtió en rey de Noruega. En 1356 comenzó una revuelta contra Magnus Eriksson y su hijo Erik Magnusson fue elegido rey. A su muerte en 1359, Magnus Eriksson recuperó el poder hasta que Alberto III de Mecklemburgo lo derrocó. Alberto finalmente también fue expulsado del trono, pero comenzó a reunir tropas en Alemania para recuperarlo.  Margarita, la hija de Valdemar IV de Dinamarca y regente de Dinamarca y Noruega se convirtió también en regente en Suecia  por el Tratado de Dalaborg. Su hijo Olof murió en 1387, por lo cual ella  se convirtió en reina de Dinamarca, Noruega y Suecia. El rey Alberto III se enfrentó a las tropas de la reina Margarita en la batalla de Åsle, y tras su derrota en esta contienda tuvo que renunciar a la corona. Erico de Pomerania fue coronado después del reinado de Margarita como rey de Suecia, Noruega y Dinamarca.
Durante la era de los Folkungar, continuaron los cambios en la sociedad que habían comenzado a tomar forma durante la Edad Media, como la jurisdicción e iniciativa legislativa reales. Magnus Eriksson unió las provincias bajo un sistema legal común. Todo el reino podía participar en la elección del rey en Mora Stenar, y por lo tanto Suecia podía considerarse  como una monarquía electiva. El rey disfrutaba de un gran poder, aunque no sin límites. Por ejemplo, no se le permitía introducir leyes e impuestos sin  participación popular, y el juramento real prometía la libertad y seguridad jurídica. El pueblo, por su parte, estaba obligado por juramento a mostrar fidelidad al rey, así como al pago de impuestos. Los reyes introdujeron un sistema fiscal uniforme, más tarde llamado impuesto básico. Sin embargo, no todos las personas estaban dispuestas a adoptar el nuevo sistema, y en algunos lugares tuvo que implantarse por la fuerza. Magnus Eriksson trató de proteger los intereses de la corona y el pueblo contra la aristocracia, lo que llevó a su destitución.
El pueblo comenzó a dividirse en estamentos. Los campesinos ya no tenían derecho a ningún poder político. Herredagen, la asamblea nacional de grandes señores, fue ganando importancia gradualmente, aunque no fue estatutaria antes del estatuto de Skänninge, promulgado por Magnus Ladulås alrededor de 1284. La nobleza hereditaria surgió alrededor de 1280 por la carta de Alsnö. Los cambios en los medios de guerra en el continente se extendieron a Suecia y, para promover el desarrollo de la caballería, todos los soldados montados quedaron exentos de impuestos. Por otra parte, la necesidad de explotar los recursos mineros de las montañas dio origen al estamento de los  mineros, que formaron una clase media entre los campesinos y los burgueses.

### Unión de Kalmar  (1389-1520)

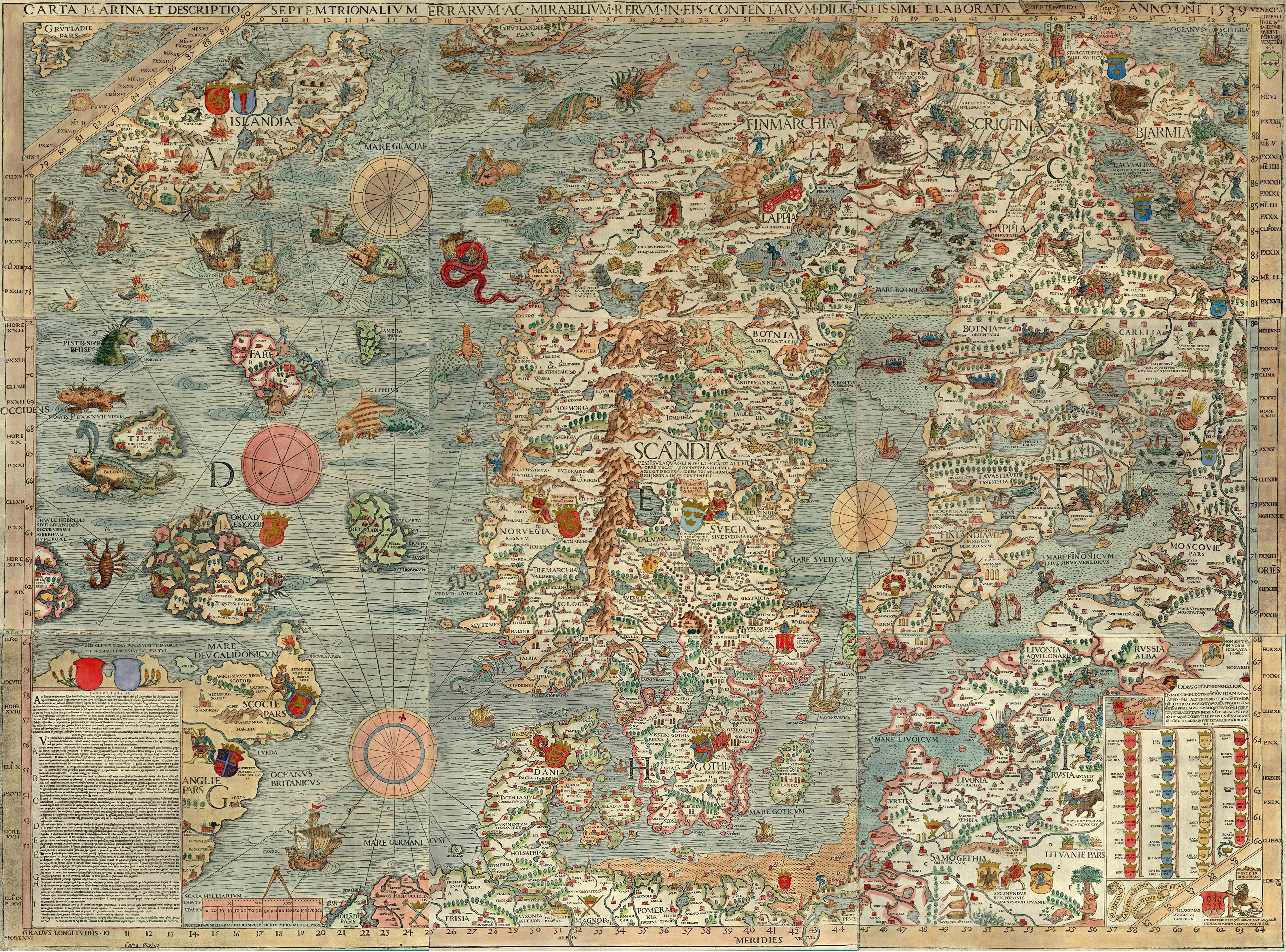
Carta Marina, un mapa de Escandinavia de principios del.

En 1397, Suecia, Dinamarca y Noruega se unieron en la Unión de Kalmar. La Unión establecía que cada reino se regiría por sus propias leyes y en la guerra funcionarían como una unidad. Margarita no se volvió a casar  y designó a su sobrino Erico de Pomerania como heredero de la corona, aunque ella se mantuvo en el poder hasta su muerte. Erico nombró a nobles fieles a él para posiciones de poder en la iglesia y adjudicó puestos importantes de gobierno en Suecia a nobles daneses y alemanes, lo que dio lugar a una rebelión en Suecia. En 1439 fue depuesto tanto en Suecia como Dinamarca y Noruega.
En Suecia, Carlos Knutsson se convirtió en jefe de Estado hasta que Cristóbal de Baviera fue elegido nuevo rey de la Unión. Carlos aceptó al nuevo rey y se convirtió en jefe de justicia del reino en su lugar. Tras la repentina muerte de Cristóbal en 1448, Carlos Knutsson fue nuevamente elegido rey de Suecia como Carlos VIII. A su vez, Cristián I de Dinamarca ascendió al trono de Dinarmaca y Noruega. Ambos reyes se reunieron en Halmstad, donde acordaron que a la muerte de uno de ellos el otro se convertiría en rey de la Unión. Esta tregua no duró y el conflicto acabó con la victoria final de Cristián, proclamado como rey en Kalmar en 1457. Cristián nombró a su hijo Hans como sucesor al trono de la Unión.

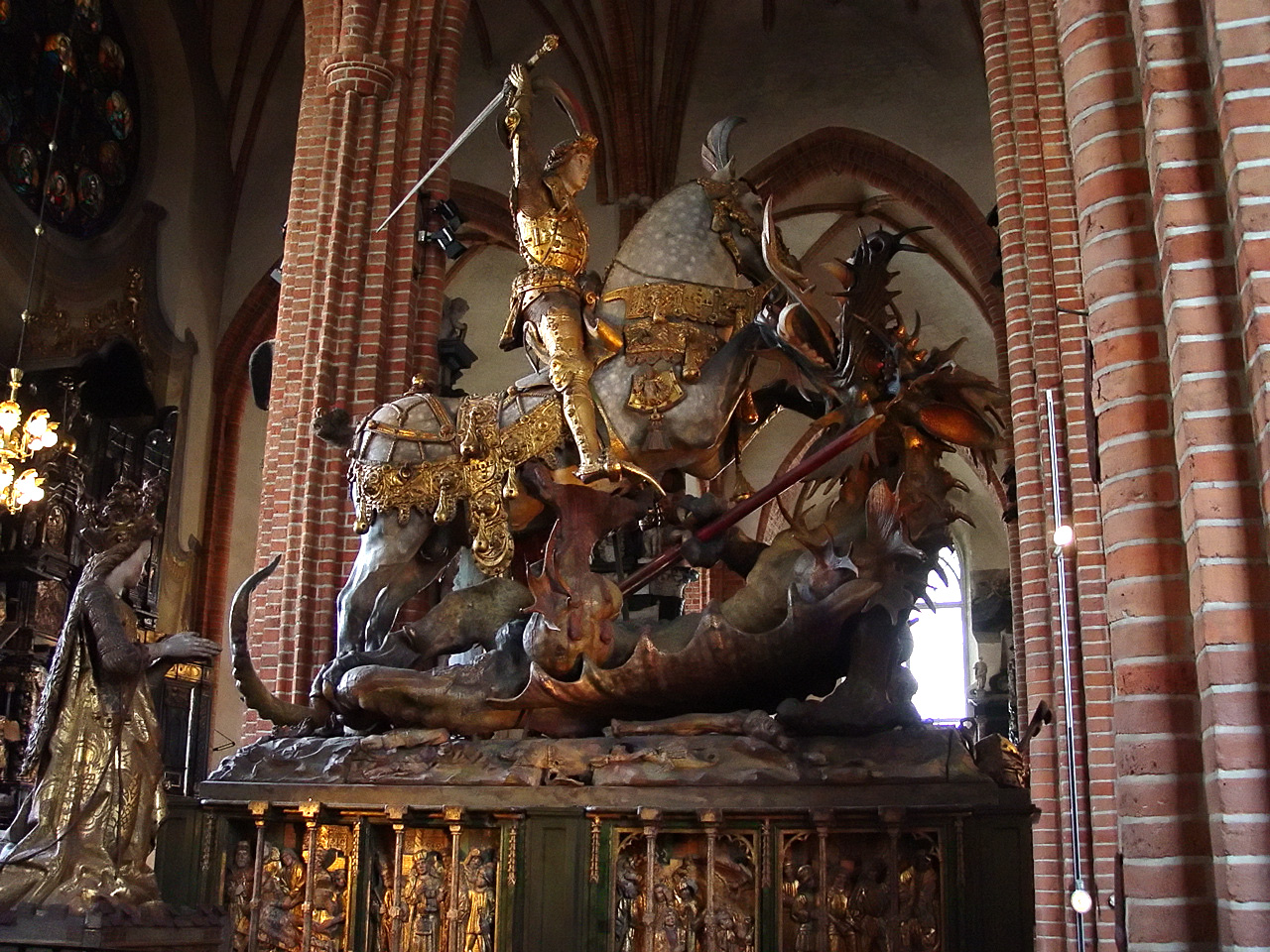
La estatua de San Göran y el dragón se erigió en memoria de la victoria de Sten Sture en la Batalla de Brunkeberg en 1471.

Como resultado del aumento de los impuestos, los campesinos suecos comenzaron a rebelarse. Bajo el liderazgo del obispo Kettil Karlsson  de Linköping, la caballería del rey danés fue derrotada. Carlos VIIII fue elegido rey de nuevo, pero se vio obligado a abdicar en 1465 tras una disputa con la familia Oxenstierna . Las familias Oxenstierna y Tott luego lucharon por el poder, antes de que la familia Tott le pidiera al rey Carlos que regresara. A pesar de los continuos disturbios, el rey Carlos logró seguir siendo rey hasta su muerte en 1470. Sten Sture el Viejo se convirtió entonces en jefe de Estado. En 1471, el rey Cristián organizó una expedición contra Estocolmo. El 10 de octubre, las tropas suecas y danesas se encontraron en la batalla de Brunkeberg, donde Cristián fue derrotado.
A la muerte del rey Cristián en 1481, su hijo Hans fue nombrado heredero del trono. La cuestión del futuro de la Unión volvió a plantearse. En Suecia, empezó a consolidarse una oposición a Sten Sture durante la guerra con Rusia, que buscaba anexionarse Finlandia. Una coalición de nobles ofreció el trono a Hans; este reunió tropas y sitió Estocolmo, después de lo cual firmó un acuerdo con Sten Sture y fue elegido rey de Suecia. No obstante, en 1501 Los nobles suecos se sublevaron una vez más declarando que Hans había traicionado sus votos reales. Sten Sture volvió a ser jefe del estado hasta su muerte en 1504. Le sucedió como regente su sobrino Svante Nilsson, y después, el hijo de este, Sten Sture el Joven. Sin embargo el rey Hans nunca había sido depuesto formalmente y los partidarios de la Unión impidieron que Sten Sture se proclamara rey y exigieron su renuncia a favor de  Cristián II, rey de Dinamarca y Noruega desde 1513. 
Cristián II intentó tres veces conquistar Suecia por la fuerza. Al final fue vencedor en la batalla de Bogesund, donde Sten Sture falleció a consecuencia de una herida. Cristián ordenó la ejecución de un centenar de nobles opositores inmediatamente después de su coronación, suceso conocido como el baño de sangre de Estocolmo. Esto incitó a Gustavo Vasa a diriger una rebelión contra él. Tras la consiguiente derrota de Dinamarca, Suecia se declaró independiente en 1523 y eligió como monarca a Gustavo Vasa.
La primera universidad de Suecia, la Universidad de Upsala fue fundada en 1477, durante los años de prosperidad bajo el gobierno de Sten Sture el Viejo. Durante varios cientos de años, Uppsala será el principal centro de investigación y educación superior de Suecia.

## Fundación de la Suecia moderna (1521-1611)
Tras la disolución de la unión de Kalmar, Gustavo Vasa estableció el estado sueco moderno. Llevó a cabo la Reforma protestante en Suecia  y  fundó la Iglesia de Suecia. La nueva conexión de la Iglesia con Suecia unió al país y estabilizó el poder estatal y las finanzas de reino gracias a la confiscación de los bienes de la Iglesia Católica. La Reforma marca el final de la Edad Media y el inicio del Renacimiento en Suecia.
Gustav Vasa dividió las regiones en áreas administrativas de menor tamaño dirigidas por alguaciles en lugar de grandes señores. Esta medida, que permitía un control más directo del gobierno central sobre la población, conllevó a menudo ventajas para los habitantes, aunque también generó descontento que desembocó en algunos levantamientos campesinos, que Gustavo Vasa logró reprimir. Fue cauteloso con la política exterior, pero participó en la  guerra del Conde para proteger la libertad de comercio de Suecia contra Lübeck. Aparte de este conflicto y una guerra fronteriza contra Rusia entre 1555 y 1557, Suecia experimentó un periodo de paz durante este reinado. El gobierno fortaleció la ley y el orden, mejoró el ejército, y promovió actividades como la agricultura, la metalurgia y el comercio. Por contra, la educación, hasta entonces en manos de la Iglesia Católica, se resintió y La Universidad de Uppsala cerró sus puertas durante todo el reinado de Gustavo.
Gustav Vasa introdujo la monarquía hereditaria en 1544 e  intentó crear un poder familiar dinástico, convirtiendo a sus hijos menores en duques y asignándoles ducados. El hijo mayor de Gustavo, Erico XIV, buscó mermar el poder de sus hermanos después de su coronación. Cuando su hermano Juan se casó con la princesa polaca Catalina Jagellón en contra de la voluntad de Erico, este le encarceló. Buscando monopolizar las rutas del comercio entre Europa Occidental y Rusia, Erico conquistó Estonia, lo que le enfrentó a Dinamarca, Polonia y Rusia y condujo al estallido de la  Guerra nórdica de los Siete Años en 1563.
La salud mental de Erico se deterioró con el tiempo y sus hermanos lo depusieron. Juan asumió el trono como Juan III. Cuando se convirtió en rey, sacó a Suecia de la Guerra Nórdica  pero mentuvo la posesión de Estonia al precio de una guerra contra Rusia que no terminó hasta 1595. Juan también se enfrentó a la nobleza sueca por sus intentos de restablecer el catolicismo en Suecia. Su hijo, Segismundo, que también era rey de Polonia, tomó el poder en 1592 pero lo perdió ante Carlos IX en 1599. Esto condujo a una guerra entre Suecia y Polonia y a una hostilidad permanente entre las ramas luterana y católica de la familia Vasa. Carlos intentó de nuevo defender las rutas comerciales del Báltico, lo que dio lugar al inicio en 1611 de la Segunda Guerra Nórdica.

## Imperio sueco (1611-1718)

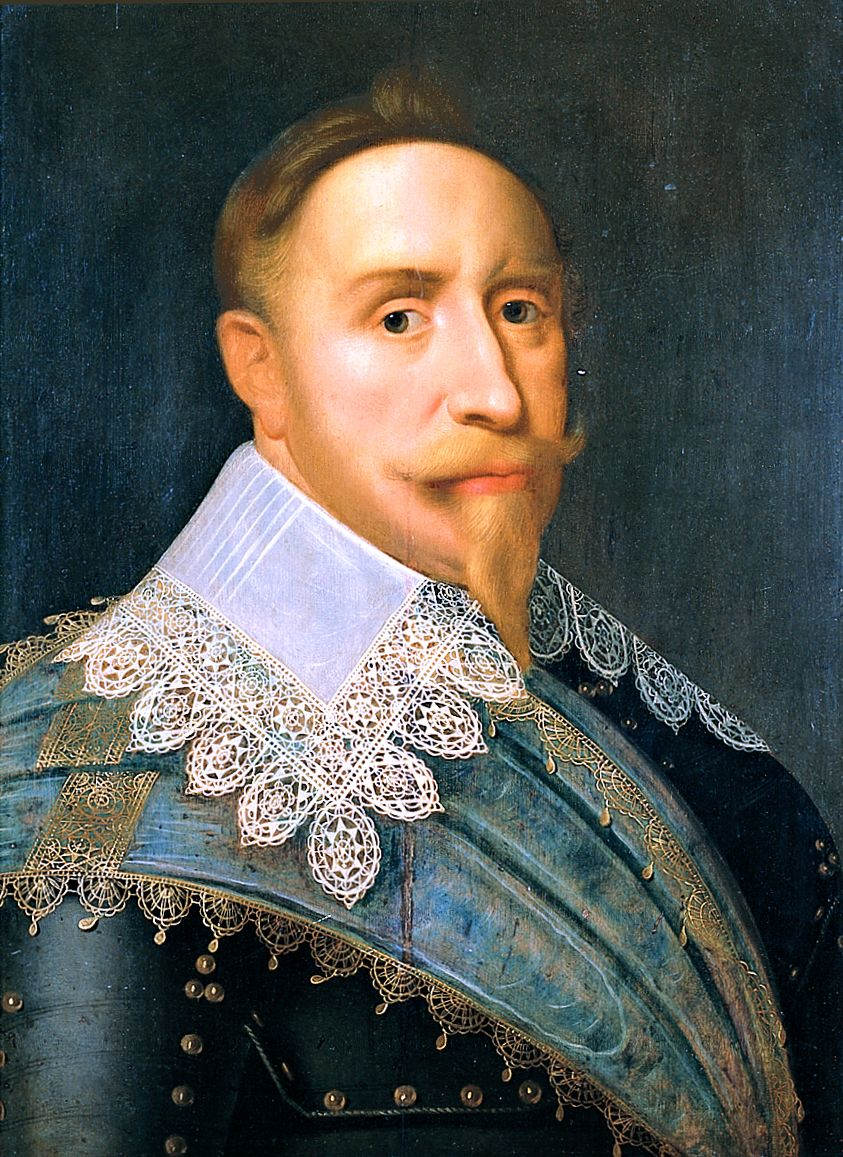
Gustavo II Adolfo

Durante el siglo XVII, Suecia, con alrededor de un millón de habitantes, surgió como una gran potencia. Por lo habitual, se considera que este periodo histórico se inicia con la ascensión de Gustavo II Adolfo  al trono sueco, aunque hay autores que adelantan el comienzo a 1561, cuando Erico XIV inicia la expansión sueca hacia el Báltico.

Suecia en el periodo de su mayor extensión en 1658. En naranja, se muestra el territorio sueco antes de 1561.

La participación de Suecia en la Guerra de los Treinta Años bajo Gustavo II Aldolfo determinó el balance del poder en Europa en lo político y en lo religioso.  La guerra fue uno de los varios conflictos entre católicos y protestantes y Suecia se situó en el campo protestante. Suecia luchó en Alemania con el apoyo de Francia, que tenía como objetivo debilitar a la dinastía de los  Habsburgo. Aunque el rey murió en 1632 en el campo de batalla, la guerra afianzó el poder sueco, que para entonces dominaba Ingria, Carelia y Livonia. Por los tratados de Brömsebro (1645) y Roskilde (1658) que marcaron el fin de la Guerra de los Treinta Años en el Norte de Europa, Suecia adquirió importantes partes de Dinamarca y Noruega. Después de la paz de Westfalia en 1648, Suecia obtuvo el control de Pomerania Occidental e importantes pueblos costeros y otras áreas del norte de Alemania.
Debido a la escasez de población y recursos naturales Suecia se enfrentó con el problema de defender sus nuevos territorios contra los muchos enemigos que se había granjeado durante los continuos conflictos. En 1682, el rey Carlos XI implementó el servicio militar mediante un «sistema de reparticiones» por el que los habitantes recibían una finca o granja bajo la obligación de  prestar servicio en un regimiento en caso de guerra. Aun con un ejército siempre disponible, la modernización de Rusia bajo Pedro el Grande puso fin a la primacía sueca con la Gran guerra del Norte. Tras la muerte de Carlos XII en 1718 hubo una corta pero intensa lucha por el poder en Suecia y apresurados tratados de paz con las naciones vecinas. El tratado de Nystad en 1721 supuso el final del conflicto y del imperio sueco, que dio lugar a un período de monarquía limitada bajo un gobierno parlamentario.
Durante el siglo XVII el luternismo consolidó como la religión del estado sueco y alcanzó una gran influencia en la sociedad. En 1686 una nueva ley promovió la educación, para que la población pudiera leer la biblia. Estocolmo experimentó una gran expansión durante este periodo.

## Época de la libertad (1718-1772)
Después de la muerte de Carlos XII, el Parlamento adoptó una nueva constitución que limitaba el poder del rey en una gran medida e introdujo la práctica de tomar una decisiones si tres de los cuatro estamentos —nobles, sacerdotes, burgueses y campesinos— votaban a favor. Durante esta época la actividad política experimentó un fuerte desarrollo y las ideas de la Ilustración penetraron en Suecia. Anders Chydenius introdujo la nueva Ordenanza de Libertad de Prensa de 1766 que reconocía el derecho de las personas a publicar libremente en forma impresa. También se permitía el principio del acceso público a documentos oficiales. No obstante el sistema político no se podía considerar aún como una democracia. En ocasiones, los opositores políticos eran encarcelados y todavía se llevaron a cabo ejecuciones.
Las nuevas libertades fueron a la vez la causa y el resultado de un despertar en la economía, la ciencia y la literatura. Varios científicos suecos de la época ocupan un lugar destacado gracias a los avances que realizaron en varias áreas; entre ellos está el botánico Carlos Linneo, que desarrolló un sistema de clasificación de los seres vivos; el químico Carl Wilhelm Scheele, quien descubrió el elemento oxígeno, y el astrónomo Anders Celsius, que creó la escala de temperatura Celsius.
Durante esta época se disputaron el poder dos grupos políticos, los llamados Sombreros y Gorros. Los Sombreros, favorecidos por la aristocracia, promovieron una política económica mercantilista con apoyo activo a las industrias manufactureras y de exportación. También abogaron por una política exterior hostil hacia Rusia con el apoyo de Francia. Los Gorros tenían el apoyo de los otros estamentos. Adoptaron políticas liberales, apoyaron a los campesinos a expensas de la nobleza y siguieron una política exterior prudente, buscando el equilibrio con Rusia y mejorando las relaciones con Inglaterra.
El mercantilismo dominó la política económica. El creciente comercio recibió especial atención, y en 1731 se fundó la Compañía Sueca de las Indias Orientales que también fue una ayuda estatal para los fabricantes para garantizar que se redujera la dependencia de las importaciones del país. Los productos de exportación más importantes seguían siendo el hierro, que se procesaba en cientos de acerías en todo el país.

## Monarquía absoluta: (1772-1809)

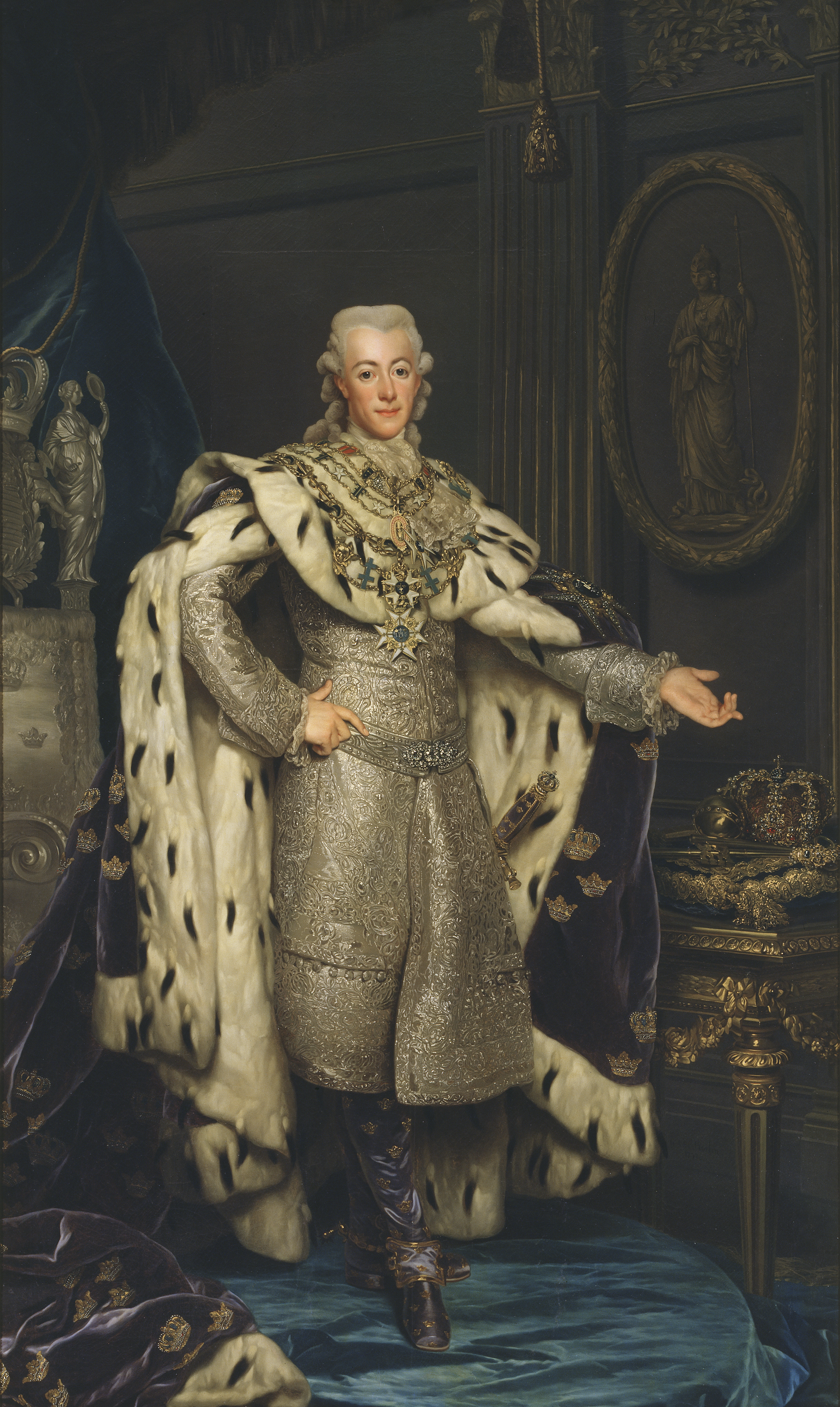
Gustavo III

El rey Gustavo III ascendió al trono en 1771. Después de medio siglo de dominación parlamentaria, el cargo real se había reducido a las funciones meramente representativas. Esto cambió tras un incruento golpe de Estado en 1772, perpetrado por el rey para recuperar el control mediante una nueva constitución. Aunque la reforma constitucional se inspiró en el ideal de la Ilustración y las ideas de Montesquieu sobre la repartición del del poder, fortaleció claramente el poder del rey, que estaba a cargo del estado y de resolver las disputas políticas entre partidos y estamentos. El poder legislativo se dividió entre el rey y el parlamento, pero la justicia y la administración quedaron subordinadas al gobierno, dirigido por el rey, y fuera de la influencia del parlamento.
Gustavo III inicialmente apoyó a la nobleza y siguió una política que era económicamente frugal pero por lo demás liberal. El gobierno llevó a cabo una serie de reformas e intentó establecer un monopolio de bebidas destiladas. Se fomentó la construcción de  varios hospitales, el empleo de médicos de distrito y se construyeron los primeros asilos municipales. Pero el principal interés de Gustavo III radicaba en la vida cultural. En 1786 fundó la Academia Sueca con el objetivo de promover la lengua sueca, siguiendo el mismo modelo que la Academia Francesa. Protegió el arte y la arquitectura e hizo construir un nuevo teatro de ópera en Estocolmo. Durante este tiempo, tuvo lugar el desarrollo de un estilo único sueco en el diseño de interiores, la ebanistería y la orfebrería, conocido como estilo gustaviano.
El reinado de Gustavo III fue un tiempo difícil para la oposición política. La recientemente conquistada libertad de prensa fue abolida con la nueva constitución. Ya no se permitía discutir libremente la política, la iglesia estatal ni la religión. En 1774, se reintrodujo cierta libertad de prensa, pero el estilo de gobierno de Gustavo III se volvió más autoritario. Después de verse privada de mucha influencia en el Parlamento en 1786, la nobleza se volvió contra el rey. Gustavo III inició una guerra contra Rusia (1788-1790) con el objetivo de fortalecer su posición política interna. Debido a la insatisfacción con la guerra, surgió un motín formado por varios cientos de soldados, en su mayoría oficiales aristocráticos, en el frente de Finlandia. Gustav III supo cómo utilizar el motín a su favor y en contra de la nobleza. El apoyo a la monarquía entre las clases no nobles se convirtió en la base para la introducción de la Ley de Asociación y Seguridad, una forma de gobierno absolutista. Los privilegios de la nobleza se eliminaron en gran medida, pero la oposición continuó en secreto. Durante un baile de máscaras en 1792, se produjo un atentado contra el rey, que murió a causa de sus heridas ocho días después.
Como el heredero al trono Gustavo IV Adolfo no era mayor de edad en el momento de la muerte de su padre, el país pasó a ser dirigidp por un gobierno tutelar bajo el liderazgo de Gustav Adolf Reuterholm, que restauró inicialmente algunas de las libertades que Gustavo III había retirado pero entró con el tiempo en una deriva reaccionaria. El reinado de Gustavo IV Adolfo estuvo marcado por las secuelas de la Revolución francesa; la oposición doméstica aumentó cuando Napoleón Bonaparte tomó el poder en Francia, y Gustavo Adolfo se opuso sistemáticamente a Napoleón. Como resultado, Suecia se vio obligada a participar en las guerras napoleónicas y la guerra finlandesa. En 1808, Napoleón logró que tanto sus aliadas Dinamarca y Noruega (unidas entonces) como Rusia declararan la guerra a Suecia. Rusia atacó la frontera finlandesa el mismo año. La guerra de dos frentes fue devastadora para Suecia y condujo a la pérdida de toda la mitad oriental del país. Después de un golpe de Estado en 1809, Gustavo Adolfo fue depuesto y reemplazado por su tío Carlos XIII tras la adopción de una cueva constitución por el Parlamento que reintrodujo la división de poderes y limitó el poder del rey. En ese momento, la actual Suecia tenía unos 2,4 millones de habitantes.

## Unión con Noruega
Debido a la avanzada edad de  Carlos XIII a su llegada al trono y falta de descendientes, decidió adoptar un heredero. El primer elegido, el príncipe danés Carlos Augusto murió en 1810 en un accidente de equitación. El siguiente candidato, Jean Baptiste Bernadotte, un mariscal francés, finalmente fue elegido príncipe heredero. Bernardotte se convirtió a la fe protestante y tomó el nombre Carlos Juan. Se convirtió en rey en 1818, tras la muerte de Carlos XIII, aunque había sido el regente de facto de Suecia desde su llegada al país en 1810.

La bandera de la Unión 1844–1905.

Carlos XIV Juan apoyaba al principio a Napoleón pero cuando este ocupó la Pomerania Sueca en 1807 como parte de su campaña en Rusia, el nuevo príncipe cambió totalmente el rumbo de su política exterior y se enfrentó a Dinamarca, aliada de Napoleón. Con el tratado de Kiel en 1814 Dinamarca cedió Noruega a Suecia en intercambio por la Pomerania Sueca. Carlos Juan realizó una corta y mayoritariamente incruenta incursión en Noruega cuando esta se declaró independiente; la paz de Moss  estableció la unión entre los dos países bajo la misma corona y con la misma política exterior. La expedición a Noruega fue la última guerra iniciada por Suecia y durante el reinado de Carlos Juan se cimentó la política de neutralidad sueca.
Las guerras napoleónicas habían sumido a Suecia en un estancamiento económico profundo. A comienzos del siglo XIX la economía se basaba fundamentalmente en la aricultura, pero la producción no bastaba para cubrir las necesidades de la población. Esta situación cambió y a mitad de siglo, cuando el cereal empezó a ocupar un lugar importante entre los productos exportados, junto al mineral de hierro y solo claramente por detrás de la madera. El proceso de industrialización de la economía iniciado entre 1830 y 1860 se aceleró considerablemente alrededor de la década 1870. La expansión de la red ferroviaria y la nueva tecnología en la producción de acero llevaron a la utilización de nuevos depósitos de hierro en Norlandia. Al mismo tiempo, el sector forestal experimentó un fuerte crecimiento y se desarrolló una importante industria del papel y la celulosa. Los nuevos inventos llevaron a la fundación de una serie de empresas en la industria de la ingeniería, como LM Ericsson, Asea, Bofors, SKF y la empresa Nitroglicerina Aktiebolaget de Alfred Nobel. Un importante proyecto de infraestructura fue la construcción del canal Göta para conectar el mar Báltico con el estrecho de Kattegat por tierra. Sin embargo, el rápido desarrollo tecnológico del transporte marítimo lo rindió obsoleto poco después de su creación.
Junto con el crecimiento económico, Suecia vivió una época de desarrollo en los campos cultural y científico. En 1842, se introdujo la escolarización obligatoria. La nueva ley estableció la obligación de todos los municipios de tener escuelas para los niños del municipio. El antiguo sistema de albergue para los necesitados mediante casas de pobres o, en los lugares donde estas no existían, el alojamiento por turnos en las granjas de la zona, fue prohibido en 1918 y las últimas casas de pobres se transformaron en asilos de ancianos.
Los aumentos en la productividad agrícola en la primera mitad de siglo y la mejora de los niveles de vida llevaron a un fuerte crecimiento de la población. Entre 1815 y 1850, la población aumentó de 2,5 a 3,5 millones. El aumento de la población se produjo principalmente en las zonas rurales; en 1850 aún vivía allí el 90 % de la población, lo que empezó a crear grandes problemas sociales. La emigración, principalmente a los Estados Unidos, cobró impulso alrededor de 1840, aumentó a partir de 1860 y alcanzó su punto máximo entre 1880 y 1890, para declinar casi por completo en los años posteriores a la Primera Guerra Mundial. Durante este tiempo, cerca de 1,3 millones abandonaron el país. Alrededor de 200 000 regresaron, a menudo con capital y nuevos conocimientos.
Como en el resto de Europa, el nacionalismo surgió por primera vez en Suecia en el siglo XIX, de la mano de los poetas del nacionalismo romántico y los historiadores del goticismo. El movimiento se basaba en un sentimiento de nostalgia por las formas de vida tradicionales, que iban despareciendo con los cambios sociales y económicos, y su objetivo era crear una superideología que reemplazara al luteranismo y que sirviera como nexo común entre los distintos estratos sociales, regiones del país y creencias.

### La reforma de la representación y la disolución de la Unión

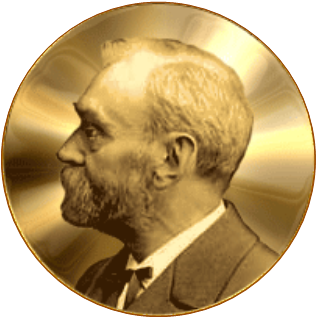
El químico Alfred Nobel inventó la dinamita y fundó el Premio Nobel.

Tras la muerte de Carlos XIV Juan, que había seguido una política interna estrictamente conservadora, se produjo una liberalización de la economía y se introdujeron varias reformas sociales durante los reinados de Oscar I y su sucesor Carlos XV. En una importante reforma constitucional en los años 1865-1866, la reforma de la representación, el antiguo parlamento fue reemplazado por un parlamento bicameral compuesto de 315 miembros que se reunían todos los años. Ambas cámaras tenían poder de veto. Los 190 miembros de la segunda cámara, eran elegidos por sufragio, aunque solo alrededor del 20 % de la población masculina tenía derecho al voto. La primera cámara era claramente aristocrática y sus miembros eran elegidos en elecciones indirectas. Las principales cuestiones políticas de finales del siglo XIX eran la defensa, los aranceles sobre las importaciones, y el sufragio universal, así como la unión sueco-noruega.
Durante la transición a la nueva sociedad industrial en la segunda mitad del siglo XIX la población continuó aumentando muy rápidamente, hasta llegar a los 5,1 millones en 1900. Durante este tiempo, se fundaron muchos movimientos sociales, entre ellos los movimientos de renacimiento religioso, movimientos por la templanza y el movimiento obrero. Estas nuevas instituciones adquirieron una gran importancia política en Suecia durante mucho tiempo, sobre todo desde la fundación de los socialdemócratas en 1889. La mayoría de la población aún no tenía derecho al voto, pero las demandas de reformas del derecho al voto se convirtieron en cada vez más alto hacia el final del siglo. Los críticos sociales como el escritor August Strindberg adquirieron gran importancia, y se dio una explosión en la lectura de periódicos.
En política exterior, la subida al trono de Óscar II en 1872 supuso un giro desde la tradicional amistad con Francia hacia un acercamiento más claro hacia Alemania. Esto se reflejó tanto en asuntos militares como en la economía, la ciencia y la vida cultural. El problema político más difícil había sido durante mucho tiempo las relaciones con Noruega, que gradualmente se centraron cada vez más en la autonomía nacional. Las ambiciones noruegas de independencia finalmente llevaron a la crisis y la disolución de la unión en 1905.

## Inicios del y Guerras Mundiales

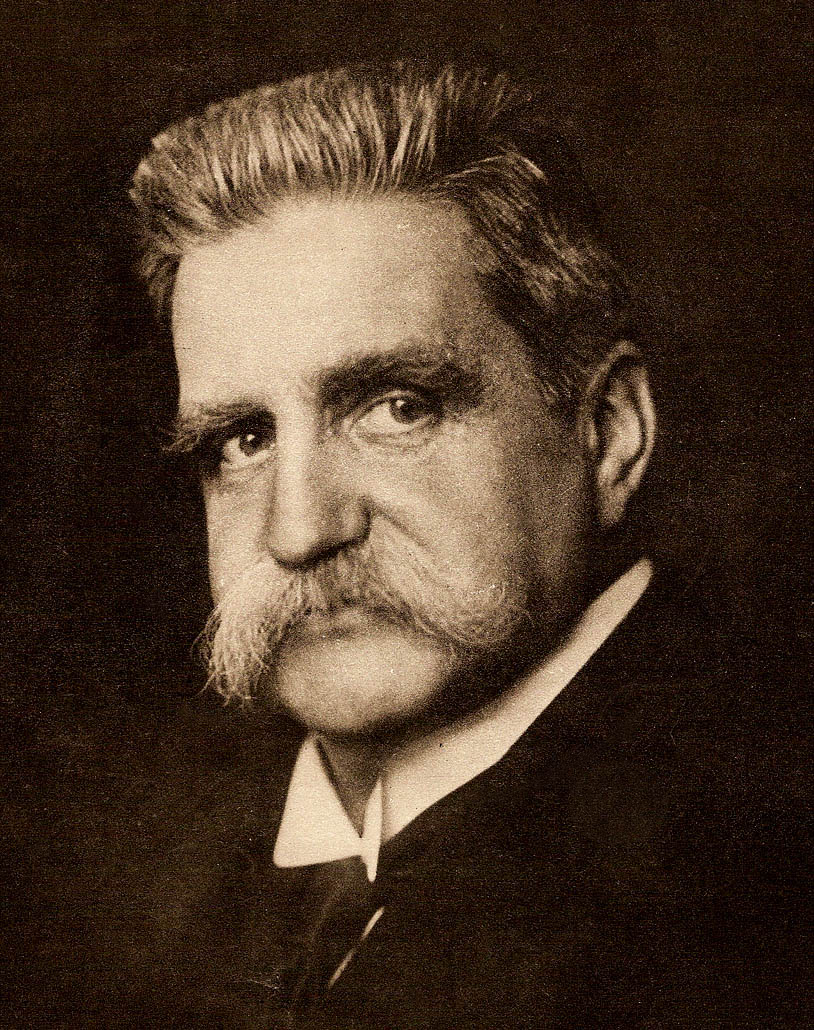
El socialdemócrata Hjalmar Branting, que fue primer ministro en varias ocasiones.

## Inicios delsigloXXy Guerras Mundiales

### Avances en la democracia
A principios del siglo XX los socialdemócratas y los liberales fomentaron el derecho al sufragio universal; la introducción del servicio militar obligatorio fue utilizado como argumento resumido con el lema «Un hombre, un voto, una arma». En 1907, todos los hombres (con ciertas restricciones) obtuvieron el derecho al voto para elegir la segunda cámara del parlamento.Los conflictos de clase no obstante seguían existiendo y la huelga general de 1909 profundizó la brecha entre los socialdemócratas y liberales y los conservadores. La cuestión política interna más importante era la defensa. Cuando el gobierno liberal de Karl Staaff impulsó la reducción del gasto en defensa a favor de políticas de reforma social, surgió una seria confrontación con los conservadores. Incluso el rey Gustavo V tomó una posición abierta sobre este tema, lo que provocó una crisis constitucional.

### Primera Guerra Mundial
Tras el estallido de la Primera Guerra Mundial, la oposición optó por apoyar al nuevo gobierno. El país se declaró neutral, pero los bloqueos al comercio impuestos por los países beligerantes, junto con la exportación de víveres provocó una escasez de alimentos y una radicalización política de la población. El éxito de los socialistas en las elecciones a la segunda cámara en 1917 llevaron a la formación de un gobierno de coalición liberal-socialista. Tras la derrota alemana se implementó una nueva reforma electoral y en 1919 se introdujo el sufragio general e igualitario para todos, incluidas las mujeres. Sin embargo, ciertos grupos aún estaban excluidos del derecho al voto, como los beneficiarios de asistencia social.

### Periodo de entreguerras
Las primeras elecciones con las nuevas reglas de derechos de voto tuvieron lugar en 1921. Las mujeres pudieron participaron por primera vez en las elecciones al Parlamento, además de tener la posibilidad de presentarse como candidatas. Kerstin Hesselgren fue la primera mujer miembro del parlamento, elegida para la Primera Cámara por el distrito electoral de la ciudad de Gotemburgo en 1922. El socialdemócrata Hjalmar Branting fue el primer ministro del nuevo gobierno.
La población de Suecia continuó creciendo durante este periodo y se intensificó la emigración del campo a las ciudades. Desde el año 1917, la población aumentó en 1 millón a 6,8 millones de habitantes en 1947. La escasez de viviendas en las ciudades era un problema, al igual que el desempleo. Políticamente, la época fue muy turbulenta con mandatos gubernamentales breves y cambiantes. Los fundamentos y las reglas del juego político continuaron cambiando rápidamente. Se introdujeron las primeras reformas encaminadas a crear un estado de bienestar.

### Segunda Guerra Mundial
Durante la Segunda Guerra Mundial, Suecia intentó y logró mantenerse al margen de la lucha debido a varias razones. Entre ellas se pueden destacar el curso general de los acontecimientos de la guerra, la capacidad histórica de Suecia para permanecer neutral en los conflictos internacionales, el rearme sueco y las concesiones que Suecia hizo al régimen nazi en Alemania —por ejemplo, en relación con el transporte de militares a través del país y las exportaciones de hierro—. Durante la guerra hubo escasez de bienes importados y por lo tanto se introdujo un sistema de tarjetas de racionamiento para la mayoría de los alimentos, la gasolina, la leña y otros artículos. Para compensar la falta de gasolina, se modificaron muchos vehículos para que funcionaran con gas de madera.
Las autoridades crearon el símbolo «En svensk tiger» ('un tigre sueco'), con el objetivo de enfatizar la importancia de no revelar nada a personas no autorizadas sobre las medidas tomadas por las Fuerzas Armadas de Suecia. Para fortalecer el espíritu de resistencia de la población, también se realizaron una serie de películas patrióticas durante la guerra; una de las más famosos es Ride i natt, de Gustaf Molander.

## Posguerra y finales delsigloXX(1945-1991)

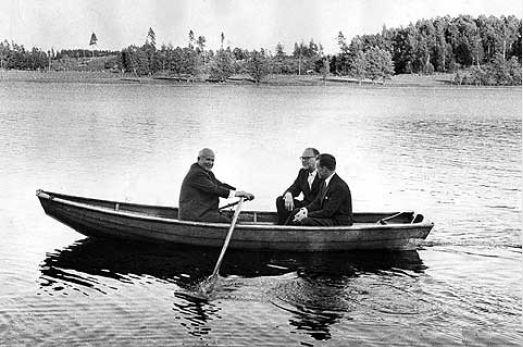
El primer ministro Tage Erlander con Nikita Jrushchov en Harpsund.

El 31 de julio de 1945, el gobierno de unión nacional que había gobernado Suecia durante la Segunda Guerra Mundial fue disuelto, y Per Albin Hansson formó un gobierno socialdemócrata. Después de su muerte el 6 de octubre de 1946, el cargo de primer ministro fue asumido por Tage Erlander, quien mantuvo el cargo hasta 1969. Los socialdemócratas gobernaron en solitario hasta 1951, cuando formaron un gobierno de coalición con la Liga de Agricultores —posteriormente conocida como Partido del Centro—. La Liga de Agricultores abandonó el gobierno como consecuencia de un conflicto sobre las pensiones de los jubilados y los socialdemócratas ocuparon hasta 1976. Durante el gobierno de Erlander, Karin Kock se convirtió en la primera mujer en encabezar un ministerio, entre  1947-1948 y 1948-1949. En 1964, se fundó el partido de los Demócratas Cristianos, que tuvo bastante éxito en las elecciones municipales de 1966.
La economía de Suecia fue buena durante la mayor parte de este período, en gran parte debido a la devastación del resto de Europa durante la Segunda Guerra Mundial y a una situación demográfica favorable donde una gran parte de la población era de edad laboral. En los años posteriores a la guerra, Suecia recibió ayuda de los Estados Unidos a través del Plan Marshall, mientras y envió grandes cantidades de alimentos a Alemania. A las industrias tradicionales del metal y la madera se añadió un sector manufacturero cada vez más avanzado. El papel de la agricultura y la pesca en la economía sueca disminuyó. La urbanización agudizó el problema de la escasez de viviendas en las grandes ciudades y, en respuesta, el estado inició el proyecto del millón de viviendas en 1965, bajo el que se contruyó una cuarta parte de los edificios residenciales de Suecia, y efectuó importantes inversiones en la infraestructura de las grandes ciudades.

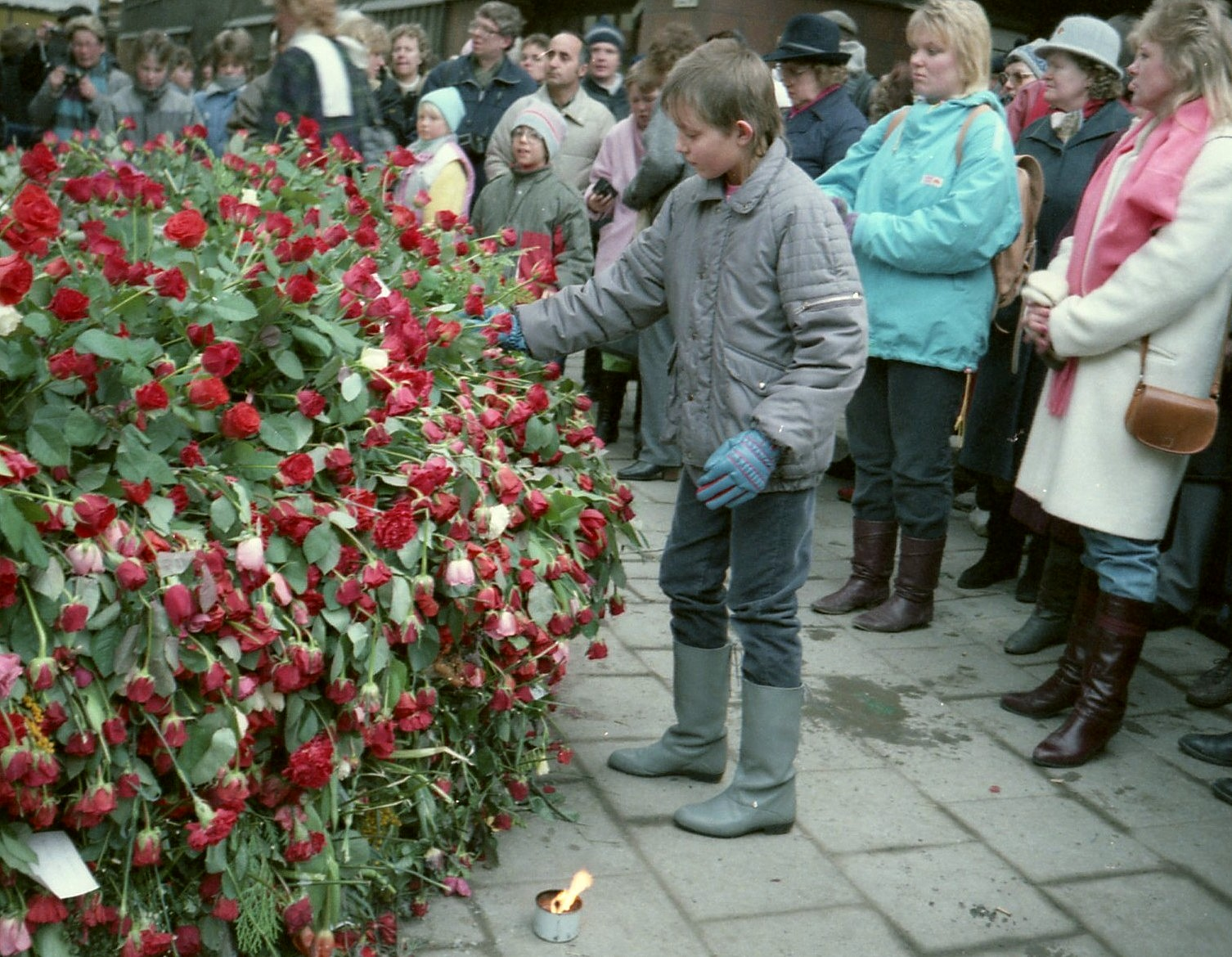
Homenaje a Olof Palme en el lugar de su asesinato.

Gracias a la mejora de la economía,  Suecia dejó de ser un país de emigrantes y a finales de la década de 1940 empezó a aumentar la inmigración de trabajadores extranjeros. La inmigración laboral provenía principalmente de países como Finlandia, Italia, Yugoslavia, Grecia y Turquía. Entre 1968 y 1973, Suecia estaba entre los dos o tres países más ricos del mundo en términos de producto nacional bruto por persona. La crisis del petróleo de 1973 y la posterior crisis industrial quebraron esta tendencia. Entre 1976 y 1982 hubo seis grandes devaluaciones de la Corona sueca para mantener el empleo en niveles altos, pero esto no resolvió la crisis estructural subyacente. En octubre de 1982, el primer ministro Olof Palme y el ministro de Finanzas Kjell-Olof Feldt prometieron que una devaluación del 16 % sería «la última en la historia de Suecia». En noviembre de 1985, se desregularon los mercados crediticios y se produjo un repunte de la economía, propiciado también por una situación favorable en el resto del mundo. A finales de la década de los 80 el recalentamiento de la economía y una burbuja inmobiliaria eran evidentes y en 1990, el gobierno propuso una política de austeridad para frenar la inflación. Esto significó el fin del «modelo sueco» basado en una  política económica cuyo objetivo principal era un nivel bajo de desempleo. El asesinato de Olof Palme en 1986, conmocionó a la sociedad sueca y simbolizó también el final de una era caracterizada por buscar una sociedad ideal entre el capitalismo de los Estados Unidos y el comunismo de la Unión Soviética.

## Historia reciente (desde 1991)
La última década del siglo XX comenzó con una profunda crisis financiera, que combinada con recortes de impuestos sin una reducción correspondiente en el gasto público, duplicó la deuda del 44 al 78 % del PIB. Las autoridades, decididas a mantener una tasa de cambio fija para poder unirse a la zona euro, intentaron defender infructuosamente la Corona sueca contra la especulación de divisas. Para hacer frente a la crisis hubo severos recortes en el sector público y el Riksbank introdujo en 1992 un tipo de cambio flotante. Esto, combinado con una inmigración récord en 1993–1994, contribuyó a que el desempleo aumentara del 2 % en 1991 al 10 % en 1993. Como consecuencia, la proporción de niños en hogares económicamente vulnerables alcanzó una cifra del 21–22 % en el 1996–1997.  El cuidado de ancianos y la educación primaria y secundaria pasaron a depender de los municipios para intentar disminuir los gastos. Tras una reforma  de 1995  las instituciones psiquiátricas desalojaron a una gran cantidad de personas con discapacidad mental; los mendigos comenzaron a aparecer en las ciudades suecas por primera vez en décadas.
Las finanzas del Estado se recuperaron a finales de los años 90 gracias a los ingresos por exportaciones, que aumentaron notablemente por la caída de la Corona sueca. La pobreza infantil se redujo alrededor del año 2000 y desde entonces se ha mantenido entre el 9 y el 10 %, un valor bajo desde una perspectiva internacional. Los salarios reales han aumentado anualmente desde 1995 por la baja inflación, y la proporción de niños en familias con altos ingresos se ha incrementado casi todos los años. Suecia tuvo una papel sólido en la despeque de la tecnología de la información en los 90, sector que derivó sin embargo en una burbuja económica. La industria de las telecomunicaciones en particular se vio muy afectada por la caída del mercado de valores en 2000, pero la economía del país se recuperó con fuerza en la década siguiente y no se vio significativamente afectada por la crisis financiera global de 2008.
Entre los acontecimientos políticos más importantes de esta época están la adhesión a la UE en 1995 tras un referéndum, el rechazo a la introducción del euro en 2003, la legalización del matrimonio homosexual en 2009 y la solicitud de ingreso en la OTAN en 2022, tras la invasión rusa de Ucrania.
En las últimas décadas varios partidos políticos han conseguido representación en el parlamento: El Partido Verde, los Demócratas Cristianos, Nueva Democracia y Demócratas de Suecia, que desde 2010 han aumentado su representación hasta convertirse en el segundo partido más votado en las elecciones de 2022.